# Vacanze a Lipizza
Vacanze a Lipizza è una serie televisiva in 13 episodi coprodotta nel 1965 da RTV Ljubljana (ora RTV Slovenija), dell'allora Iugoslavia, e dalla rete televisiva German TV (Südwestfunk).
Si svolge nella località slovena di Lipizza, sede dell'allevamento equino che nel periodo asburgico ha dato origine ai cavalli lipizzani. La serie fu trasmessa, oltre che in Germania (Ferien in Lipizza) e Slovenia (Poèitnice v Lipici), in Italia e in Gran Bretagna (The White Horses), .

## Trama
La serie presenta le avventure della giovane protagonista, l'adolescente Julka (interpretata dall'attrice austriaca Helga Anders), durante le vacanze nella casa di campagna dello zio Dimitri (Helmuth Schneider).